# Lagman
Un lagman era l'encarregat de recitar, transmetre i aplicar les lleis entre les comunitats medievals a Escandinàvia. Un dels més famosos fou Snorri Sturluson. Actuava alhora com a jutge, advocat i secretari als plets locals de la zona sota la seva jurisdicció i havia de demostrar la seva vàlua recitant de memòria els codis tradicionals en assemblees formades per a l'ocasió. Inicialment qualsevol persona que pogués accedir a aquest coneixement podia ser un lagman, però posteriorment va ser un càrrec restringit a la noblesa.